# Pokazove, Mirhorod
Pokazove (în ucraineană Показове) este un sat în comuna Dibrivka din raionul Mirhorod, regiunea Poltava, Ucraina.

## Demografie
Componența lingvistică a localității Pokazove
     Ucraineană (93,02%)
     Rusă (5,81%)
     Alte limbi (1,16%)
Conform recensământului din 2001, majoritatea populației localității Pokazove era vorbitoare de ucraineană (93,02%), existând în minoritate și vorbitori de rusă (5,81%).